# Comunes (Xile)
Comuns va ser un partit polític xilè d'esquerra fundat el 2019 producte de la fusió de Poder Ciutadà i el moviment Esquerra Autònoma (IA), tots dos integrants del Front Ampli (FA). En el moment de la seva presentació oficial estava actiu en les regions d'Arica i Parinacota, Tarapacá, Antofagasta, Atacama, Valparaíso, Metropolitana i Los Lagos, on es trobava constituït legalment el partit Poder Ciutadà.
El 14 de juny de 2024 el partit va ser dissolt pel Servei Electoral de Xile després d'una decisió del Tribunal Qualificador d'Eleccions sobre faltes greus i reiterades.

## Resultats electorals

### Eleccions presidencials
| Any  | Candidat               | 1a volta  | 1a volta    | 2a volta  | 2a volta    | Resultat |
| Any  | Candidat               | Vots      | %           | Vots      | %           | Resultat |
| ---- | ---------------------- | --------- | ----------- | --------- | ----------- | -------- |
| 2021 | Suport a Gabriel Boric | 1.814.777 | 25,83 / 100 | 4.620.890 | 55,87 / 100 | Electe   |

### Eleccions parlamentàries
| Any  | Diputats | Diputats | Diputats | Senadors | Senadors | Senadors |
| Any  | Vots     | %        | Escons   | Vots     | %        | Escons   |
| ---- | -------- | -------- | -------- | -------- | -------- | -------- |
| 2021 | 207.607  | 3,28     | 6 / 155  | 172.119  | 3,69     | 0 / 50   |

### Eleccions municipals
| Any  | Alcaldes | Alcaldes | Alcaldes | Regidors | Regidors | Regidors   |
| Any  | Vots     | %        | Escons   | Vots     | %        | Escons     |
| ---- | -------- | -------- | -------- | -------- | -------- | ---------- |
| 2021 | 42.049   | 0,66     | 2 / 345  | 131.479  | 2,17     | 34 / 2.252 |

### Eleccions de consellers regionals
| Any  | Vots   | %    | Escons  |
| ---- | ------ | ---- | ------- |
| 2021 | 95.144 | 1,55 | 3 / 302 |

### Eleccions de governadors regionals
| Any  | 1a volta | 1a volta | 2a volta | 2a volta | Governadors |
| Any  | Vots     | %        | Vots     | %        | Governadors |
| ---- | -------- | -------- | -------- | -------- | ----------- |
| 2021 | 628.625  | 10,35    | 724.015  | 28,67    | 1 / 16      |

### Eleccions de convencionals constituents
| Any  | Vots   | %    | Escons  |
| ---- | ------ | ---- | ------- |
| 2021 | 91.532 | 1,60 | 1 / 155 |

#### Presidents
| N°. | Titular | Titular               | Inici                 | Final                  |
| --- | ------- | --------------------- | --------------------- | ---------------------- |
| 1   |         | Karina Oliva Pérez    | 20 de gener de 2019   | gener de 2019          |
| 2   |         | Javiera Toro Cáceres  | gener de 2019         | 25 de juliol de 2020   |
| 3   |         | Jorge Ramírez Flores  | 25 de juliol de 2020  | 17 de novembre de 2021 |
| 4   |         | Ka Quiroz Viveros     | 1 de desembre de 2021 |                        |
| 5   |         | Marco Velarde Salinas | 16 de juny de 2022    | 14 de juny de 2024     |

#### Secretaris generals
| N°. | Titular | Titular                 | Inici                | Final                |
| --- | ------- | ----------------------- | -------------------- | -------------------- |
| 1   |         | Andrés Hidalgo Leiva    | 20 de gener de 2019  | gener de 2019        |
| 2   |         | Jorge Ramírez Flores    | gener de 2019        | 25 de juliol de 2020 |
| 3   |         | Carolina García Moggia  | 25 de juliol de 2020 | 25 de juliol de 2020 |
| 4   |         | Camila Rojas Valderrama | 25 de juliol de 2020 | 6 de gener de 2022   |
| 5   |         | Doris González Lemnunao | 6 de gener de 2022   | 16 de juniol de 2022 |
| 6   |         | Josefina Villar Araya   | 16 de juny de 2022   | 14 de juny de 2024   |

## Logotips
- 2019
- 2019-2023
- 2023-2024